# The Ultimate Collection (албум групе Забрањено пушење)
Ултимат колекшн (енгл. The Ultimate Collection) је трећи компилацијски албум рок групе Забрањено пушење. Објавила га је 18. марта 2009. године музичка издавачка кућа Кроација рекордс.

## Списак песама
Референце: Croatia Records, Discogs
| №               | Назив                                                      | Албум                              | Трајање |  |
| 1.              | Селена, врати се, Селена                                   | Дас ист Валтер, 1984.              | 4:03    |  |
| 2.              | Памтим то као да је било данас                             | Дас ист Валтер                     | 2:07    |  |
| 3.              | Зеница блуз                                                | Дас ист Валтер                     | 2:27    |  |
| 4.              | Шеки ис он д роуд агејн (Šeki is on the Road Again)        | Дас ист Валтер                     | 3:35    |  |
| 5.              | Анархија ол овер Башчаршија (Anarhija All Over Baščaršija) | Дас ист Валтер                     | 1:38    |  |
| 6.              | Стање шока                                                 | Док чекаш сабах са шејтаном, 1985. | 3:10    |  |
| 7.              | Дјевојчице којима мирише кожа                              | Док чекаш сабах са шејтаном        | 3:52    |  |
| 8.              | Лутка са насловне стране                                   | Док чекаш сабах са шејтаном        | 3:32    |  |
| 9.              | Док чекаш сабах са шејтаном                                | Док чекаш сабах са шејтаном        | 4:43    |  |
| 10.             | Недјеља кад је отишо Хасе                                  | Док чекаш сабах са шејтаном        | 4:07    |  |
| 11.             | Кажу ми да новог фрајера имаш                              | Док чекаш сабах са шејтаном        | 3:42    |  |
| 12.             | Ибро дирка                                                 | Док чекаш сабах са шејтаном        | 3:20    |  |
| 13.             | Хаџија или бос                                             | Поздрав из земље Сафари, 1987.     | 4:11    |  |
| 14.             | Дан Републике                                              | Поздрав из земље Сафари            | 3:42    |  |
| 15.             | Балада о Пишоњи и Жуги                                     | Поздрав из земље Сафари            | 5:30    |  |
| 16.             | Посљедња оаза (у лошој форми сам)                          | Поздрав из земље Сафари            | 3:32    |  |
| 17.             | Срце, руке и лопата                                        | Поздрав из земље Сафари            | 4:36    |  |
| 18.             | Мурга Дрот                                                 | Поздрав из земље Сафари            | 4:12    |  |
| 19.             | Гузоњин син                                                | Мале приче о великој љубави, 1989. | 4:03    |  |
| 20.             | Пишоња и Жуга у паклу дроге                                | Мале приче о великој љубави        | 5:17    |  |
| Укупно трајање: | Укупно трајање:                                            | Укупно трајање:                    | 1:15:19 |  |

| №               | Назив                   | Албум                           | Трајање |  |
| 1.              | Можеш имат' моје тијело | Филџан вишка, 1997.             | 4:49    |  |
| 2.              | Миле Хашишар            | Филџан вишка                    | 3:53    |  |
| 3.              | Халид умјесто Халида    | Филџан вишка                    | 5:23    |  |
| 4.              | Агент тајне силе        | Агент тајне силе, 1999.         | 3:25    |  |
| 5.              | Пос'о, кућа, биртија    | Агент тајне силе                | 4:28    |  |
| 6.              | Лијепа Алма             | Бог вози Мерцедес, 2001.        | 3:57    |  |
| 7.              | Карабаја                | Бог вози Мерцедес               | 4:31    |  |
| 8.              | Почасна салва           | Бог вози Мерцедес               | 5:13    |  |
| 9.              | Филџан вишка (уживо)    | Лајв ин Сент Луис, 2004.        | 5:37    |  |
| 10.             | Тест за Џенет (уживо)   | Лајв ин Сент Луис               | 4:25    |  |
| 11.             | Југо 45 (уживо)         | Лајв ин Сент Луис               | 5:01    |  |
| 12.             | Нема више               | Ходи да ти чико нешто да, 2006. | 4:06    |  |
| 13.             | Добро двориште          | Ходи да ти чико нешто да        | 4:52    |  |
| 14.             | Агрегат                 | Ходи да ти чико нешто да        | 4:11    |  |
| 15.             | Џана                    | Ходи да ти чико нешто да        | 4:13    |  |
| 16.             | Лаку ноћ стари          | Ходи да ти чико нешто да        | 5:08    |  |
| Укупно трајање: | Укупно трајање:         | Укупно трајање:                 | 1:13:12 |  |

## Сарадници
Пренето са омота албума.
Продукција
- Клаудија Чулар – уредница (Сони ДАДК у Салцбургу, Аустрија)
- Желимир Бабогредац – продукција

Дизајн
- Игор Келчец  – дизајн омота